# مارتین آربی-۵۷دی کانبرا
مارتین آربی-۵۷دی کانبرا (به انگلیسی: Martin RB-57D Canberra) یک هواگرد ساختِ کارخانهٔ گلن ال. مارتین کمپانی در کشور ایالات متحده آمریکا است. نخستین استفاده‌کنندهٔ این هواگرد نیروی هوایی ایالات متحده آمریکا بوده‌است. این هواگرد برای نخستین بار در ۳ نوامبر ۱۹۵۵ میلادی مورد استفاده قرار گرفت.